# Michael Landon
Eugene Maurice Orowitz, bedre kendt som Michael Landon, (født 31. oktober 1936, død 1. juli 1991) var en amerikansk skuespiller, forfatter, instruktør og producent. Han medvirkede i tre populære tv-serier fra NBC, som strakte sig over tre årtier - først som Lille Joe Cartwright i serien Brødrene Cartwright (1959-1973), dernæst som Charles Ingalls i serien Det Lille Hus på Prærien (1974-1983) og sidst som Jonathan Smith i Highway to Heaven (1984-1989). 
Selvom Bonanza-kollegaen David Canary og Landons yngste datter, Jen Landon, begge har vundet Emmys, er æren aldrig tilfaldet Landon. Alligevel er det få prime-time-stjerner, der har opnået så meget succes som Landon. Med hele 28 aktive år som skuespiller overhaler Landon stjerner som James Arness og Lucille Ball. Landon producerede, skrev og instruerede mange serieepisoder inkluderet hans kortlivede produktion Father Murphy.

## Biografi

### Opvækst
Landon var født Eugene Maurice Orowitz i Forest Hills, et nabokvarter til Queens, New York . 
Landons far, Eli Maurice Orowitz, var en jødisk-amerikansk skuespiller og filmmanager og hans mor, Peggy O'Neill, var en irsk-amerikansk-katolsk danser og komiker. Eugene var Orowitz' andet barn; hans søster, Evelyn, var født tre år tidligere. I 1941, da Eugene var 4 år, flyttede familien til Collingswood, New Jersey, hvor han senere gik på "Collingswood High School".
Under sin barndom, gik Landon konstant rundt og var bekymret på grund af sin mors selvmordsforsøg. Engang da familien var på ferie ved en strand, prøvede moren at hoppe ud fra en klippe og drukne sig selv, men blev reddet af en livredder. Lige efter forsøget, opførte moren sig som om intet var sket. Få minutter efter, kastede en lille skræmt Eugene op. Det var den værste oplevelse i hans liv, har han senere udtalt.
Landon kæmpede også med et barndomsproblem, sengevædning, som er blevet dokumenteret i hans biografi Michael Landon: His Triumph and Tragedy. Hans mor hængte de våde lagener ud af vinduet, sådan alle kunne se dem. Han løb derefter direkte hjem fra skole, for at fjerne dem fra vinduerne, så hans kammerater ikke kunne se dem.
I sine high school-år, var Landon en fremragende spydkaster og med sine 193’ 4”, var hans kast i 1954, det længste spydkast af en elev i USA det år . Dette gav ham et atletisk legat til "University of South Carolina", men da han senere rev sin skulder af led, endte hans spydkasterkarriere og hans tid på det amerikanske landshold i spydkast. 

### Tidlig karriere
Han ændrede sit navn til Landon, efter, helt tilfældigt, at have slået op i en telefonbog over Los Angeles . Han blev hurtigt en af de populæreste unge skuespillere i slutningen af 1950'erne, med sin første medvirken i afsnittet The Mystery of Casper Hauser som Casper Hauser i serien Telephone Time. Der kom flere roller; I Was A Teenage Werewolf, High School Confidential og i den berygtede God's Little Acre, såvel som tv-roller; Crossroads, Sheriff of Cochise (i episoden "Human Bomb"), Crusader, The Rifleman, Fight For The Title, The Adventures of Jim Bowie, Johnny Staccato, Wire Service, General Electric Theater, The Court of Last Resort, State Trooper (to episoder), Tales of Wells Fargo, Tombstone Territory (i episoden "Rose of the Rio Bravo", med Kathleen Nolan), blandt andre.

### Bonanza
I 1959, i alderen af 22 år, fik Landon sin første rolle på tv som Little Joe Cartwright i serien Bonanza, som desuden var en af de første tv-serier, der blev sendt i farver. Landons karakter var den unge og kæphøje yngste Cartwright-bror. Karakteren udviklede sig til en rigtig "dameven". Samtidig med Bonanzas sjette sæson (1964-1965), toppede serien på "Nielsen Ratings" (en amerikansk seer-bestemmende liste over tv-serier) og forblev nr. 1 i tre år. Landon, en southpaw (southpaw er et amerikansk kælenavn for en venstrehåndet person. Udtrykket stammer fra baseball), lavede tit sine egne stunts.
Eftersom Landon modtog mange flere fanbreve end nogen af de andre skuespillere i serien, gav det ham en status, der gjorde, at han fik lov til at skrive og instruere nogle episoder af serien. Dette var et smart træk, da han brugte de efterfølgende 20 år, som en af amerikansk fjernsyns mest succesfulde instruktører. I 1962 skrev han sit første manuskript, i 1968 instruerede han sin første episode. I 1993, fremsatte "TV Guide" Little Joes september 1972 bryllupsepisode ("Forever"), som en af fjernsyns mest mindeværdige specials. Landons manuskript genkaldte broren Hoss, som var historiens gom, inden Dan Blockers pludselig død. Under Bonanzas sidste sæson, faldt populariteten og NBC afsluttede showet i oktober 1972. Seriens sidste episode blev sendt den 16. januar, 1973.
Sammen med Lorne Greene, medvirkede Landon i alle 14 sæsoner af western-serien. Landon var loyal overfor mange af sine Bonanza-kolleger, deriblandt producer Kent McCray, instruktør William F. Claxton og komponist David Rose, der holdt sig til ham både gennem Bonanza og Det Lille Hus på Prærien og Highway to Heaven. 

### Syngekarriere
I 1962, udgav Landon en Bonanza-relateret single, "Gimme A Little Kiss/Be Patient With Me", fra Columbia Records.

### Det Lille Hus på Prærien
Året efter Bonanza var blevet afsluttet, fik Landon rollen som Charles Ingalls i pilot-afsnittet i serien som skulle blive endnu en succesfuld tv-serie, Det Lille Hus på Prærien, igen for NBC. Serien blev baseret på bogen fra 1935 af Laura Ingalls Wilder, hvis karakter i serien blev spillet af , dengang ukendte skuespiller, Melissa Gilbert. Ud over Gilbert, medvirkede også 2 andre ukendte kvindelige skuespillere: Melissa Sue Anderson, som Mary Ingalls, den ældste datter i Ingalls- familien og Karen Grassle som Charles' kone, Caroline. Landon medvirkede også som executive producer, forfatter og instruktør til Det Lille Hus, der gav ham en god drivekraft i Hollywood. Serien, som blev en succes i dets første sæson, understregede familieværdier og -forhold. Det Lille Hus blev Landons anden længste serie. Hele castet fik et tæt bånd til Landon, især Gilbert.
Som Det Lille Hus på Præriens executive producer, hyrede Landon fire sæt "virkelige" søskendepar til serien: Melissa (Laura) og Jonathan Gilbert (Willie), Lindsay og Sidney Greenbush (Carrie), Matthew (Albert Quinn Ingalls) og Patrick Laborteaux (Andrew Garvey) og Brenda og Wendi Turnbaugh (Grace).
Landons virkelige søn, Michael, dukkede op som Jim i episoden "The Election". Hans virkelige datter Leslie medvirkede også i denne episode, plus som en pestramt pige i "The Plague", en episode fra seriens premieresæson. Leslie medvirker også senere som Marge, en gravid kvinde i fjerde episode af sjette sæson, "The Third Miracle." Hun var en opvasker, der blive venner med Laura i episoden "A Wiser Heart" og var castet som lærerinden Etta Plum i seriens sidste sæson.
Samtidig med at serien var uhyre populær hos seerne, var serien nomineret til flere Emmys og Golden Globes. Efter den ottende sæson, startede serien på nu på NBC i 1982 under navnet Det Lille Hus på Prærien: En Ny Begyndelse, med fokus på Wilder-familien og samfundet omkring Walnut Grove. Selvom Landon stadig var seriens executive producer, instruktør og forfatter, var Charles og Caroline Ingalls ikke med i den udvidede serie. En Ny Begyndelse var det endelige kapitel i Det Lille Hus, og serien sluttede i 1983. Det efterfølgende år, fulgte tre tv-film serien op. 
Gilbert sagde, at hendes mentor, Landon, blev som en anden far for hende, da hun mistede sin egen far, da hun var 11 år. Når der ikke blev arbejdet på settet til Det Lille Hus, tilbragte Gilbert mange weekends i Landons hjem. I 1981, da Gilbert var 17, datede hun kortvarigt Michael Landon Jr., som tog hende med til "prom" (skolebal). Efter serien sluttede, opretholdt Gilbert kontakten til Michael Sr., de næste otte år, indtil hans død. Efter Landon gik bort, opkaldte hun sin egen søn, Michael Garrett Boxleitner (f. 1995), efter ham.
I 1983, co-producerede Landon en NBC "true story" tv-film, Love Is Forever , hvor han selv og Laura Gemser (som blev krediteret som Moira Chen), om den australske fotojournalist John Everinghams succesfulde forsøg på scuba-dykke under floden Mekong for at redde hans elskede fra det kommunist-styrede Laos i 1977. Den virkelige Everingham spillede selv med i filmen.

### Dødsfald
Den 9. maj 1991, deltog Landon i The Tonight Show Starring Johnny Carson for at tale om sin kræftsygdom og for at offentligt fordømme sensationsbladenes sensationelle overskrifter og unøjagtige historier, herunder påstanden om, at han og hans kone forsøgte at få et barn til. I juni 1991, udgjorde Landon forsiden af "Life Magazine", efter at have givet bladet et eksklusivt sjældent og privat interview i maj om sit liv, sin familie og hans kamp for at overleve sin sygdom. Mindre end to måneder senere, den 1. juli 1991, døde Landon i Malibu i alderen af 54.

## Trivia
- Han begyndte at få grå hår i alderen af 20 år.
- Charles Ingalls, Landons rolle i "Det Lille Hus på Prærien" blev sat som #4 på TV Guide's liste over "50 Greatest TV Dads of All Time" ("De 50 Bedste Tv-Fædre")
- 12 år efter hans død, døde hans ældre søster, Evelyn, nytårsdag 2003.
- Han røg 4 pakker ufilteret mentholcigaretter hver dag gennem hele sit liv, hvilket højst sandsynligt var skyld i den kræftsygdom, der til sidst dræbte ham.
- Trods mindre end tre procents chance for at overleve sin sygdom, hævdede Landon, at han nok skulle blive rask. Uheldigvis spredte kræften sig til hans lever og mave.
- Gik med indlæg i skoene i Bonanza, sådan at han ikke skulle virke alt for lille i forhold til de relativt høje kolleger Dan Blocker og Lorne Greene, trods sin egen højde på 1.75
- Havde en IQ på 159.
- Dimitterede fra high school som nummer tre fra bunden i sin klasse i 1954.
- Er begravet på samme kirkegård som hans "tv-far" Lorne Greene.
- Hans datter, Leslie Landon, gik på samme mellemskole som hans fremtidige Lille Hus på Prærien-kollega, Melissa Gilbert. Leslie hørte, Gilbert sige henne i skolens cafeteria, at hun skulle spille Laura Ingalls.
- Han opsatte sine børn, til ikke at begå de samme fejl som Landon selv havde lavet, da han var teenager. Resultatet blev, at hans børn skulle læse flittigt og ikke se fjernsyn, hvis det da ikke var Det Lille Hus på Prærien.

## Privat
Landon var gift tre gange og har i alt 9 børn, og børneflokken består af både stedbørn, adopterede og biologiske børn.
- Dodie Levy-Fraser, gift i marts 1956. Landon indgav sin anmodning om skilsmisse i marts 1962. Skilsmissen blev afsluttet i december 1962.
  - Mark Fraser Landon (født 1. oktober 1948, død 11. maj 2009[7]) adoptivsøn, Dodies biologiske søn.
  - Josh Fraser Landon (født 11. februar 1960), adoptivsøn, adopteret som spæd.

- Lynn Noe, gift 12. januar 1963 og skilt i 1982.
  - Cheryl Lynn Landon (født 16. november 1953), en steddatter, som Michael ikke var i stand til at lovligt adoptere på grund af den biologiske fars protester, men Michael omtalte hende som sin datter. Cheryl har en kandidatgrad i uddannelse og underviser om legitimationsoplysninger. Hun er forfatter, international taler og en talsmand for "Street Corner Dreams", en organisation til fordel for udsatte unge. Hun har en søn, som er det første barnebarn.
  - Leslie Ann Landon (født 11. oktober 1962). Hun blev født, mens Michael stadig var gift med sin første kone. Hun har en ph.d. i psykologi, er terapeut, har specialiseret sig i børn, der har oplevet tab af, fx, familiemedlemmer. Hun er gift og har fire børn. Hun spillede skolelærerinden Etta Plum i Det Lille Hus.
  - Michael Landon Jr. (født 20. juni 1964).
  - Shawna Leigh Landon (født 4. december 1971).
  - Christopher Beau Landon (født 27. februar 1975).

- Cindy Clerico, gift den 14. februar 1983.
  - Jennifer Rachel Landon (født 29. august 1983) er en Daytime Emmy-vindende skuespillerinde, der spiller Gwen Norbeck Munson i serien As the World Turns.
  - Sean Matthew Landon (født 5. august 1986).

I februar 1959 dør Landons far af et hjerteanfald.
I 1973 er hans ældste datter, Cheryl, involveret i en alvorlig bilulykke. Hun var den eneste overlevende ud af de fire involverede, og hun blev indlagt med alvorlige kvæstelser og i koma. Michael afgav, hvad han omtaler som sit vigtigste løfte til Gud i bytte for hendes liv. Dette løfte påvirkede alt hans arbejde ifølge "Life Magazine". Cheryl har holdt foredrag for unge om at træffe valg med hensyn til spirituskørsel.
I marts 1981 døde Landons mor, Peggy O'Neill. 

### Begravelse
Landon blev begravet på Culver City's Hillside Memorial Park Cemetery. Cindy og Michaels familie blev forenet med 500 andre sørgende gæster, herunder den tidligere præsident Ronald Reagan, med hvem Michael engang havde hugget brænde, og hans kone Nancy Reagan. Merlin Olsen, Ernest Borgnine, Brian Keith og mange af Michaels co-stjerner, såsom Melissa Gilbert og Melissa Sue Anderson, var også til stede. 
Michaels første kone, Dodie, var med til begravelsen ledsaget af hendes to sønner. Dog var hans anden hustru, Lynn, fraværende. Ved spørgsmålet om, hvorfor hun ikke deltog i begravelsen af den mand, hun havde delt næsten tyve år af sit liv med, svarede hun, at hun begræd Michaels død år før deres skilsmisse. 
Cheryl afgav et løfte til sin far om at fortsætte hans alvorlige bekymring for den fremtidige generation med positive live shows, fremme familiens værdier og at ære og beskytte hans navn.  Cheryl omtaler ham som den bedste far, til trods for at hun først fik ham til stedfar i alderen af 6 år, behandlede han og omtalte hende altid som sin datter. Hun fortsætter arbejdet for de unge gennem "Street Corner Dreams". Hun har fået titlen: "Ambassador for Peace" ("Fredens Ambassadør") af Washington Times Foundation og FN. Cheryl gav også Michael hans første barnebarn, James Michael Wilson. 
Hans søn, Michael Jr., producerede en mindehøjtidelighed: Minder med latter og kærlighed, hvor skuespillerens venner og co-stjerner medvirker. Bonanza-kollegaen David Canary sagde, at et ord, der kunne beskrive Landon var "frygtløs" i forhold til hans problemer med tv-stationer gennem tiden. Melissa Gilbert, der spillede Landons datter i Det Lille Hus sagde, at han var en skuespiller, der fik hende til at føle sig "utrolig sikker" og at han var "faderlig".  En af Landons varemærker var hans karakteristiske "klukkende latter", som en af skuespillerens elskede vittigheder. Ofte citereret var hans bizarre sans for humor, som inkluderer frøhop og udklædning som en superhelt på vej ned efter pizza. Afspilningen af en 1988 Tonight Show-episode, viser en Johnny Carson, der fortæller, hvordan Landon tog ham med til en restaurant, efter Carson, ved et uheld, havde kørt en kat over. Landon havde fået lavet en falsk menu, hvor flere variationer af ordet "kat" var vævet ind i mange af navnene på menuen.  
Michael Landon har en stjerne på Hollywood Walk of Fame, der ligger på 1500 N. Vin Street. I 1998 blev han posthumt optaget i Western Performers Hall of Fame i "National Cowboy & Western Heritage Museum" i Oklahoma City.

### Hyldest
En kommunebygning i Malibu's Bluffs Park blev navngivet "Michael Landon Center" efter skuespillerens død.

## Priser og nomineringer
Bambi Awards
- 1969: Vandt: "Bambi"

- Delt med: 
Lorne Greene, 
Dan Blocker og  
Pernell Roberts
Golden Boot Awards
- 1984: – :  Golden Boot

Golden Globes
- 1979: Nomineret: "Best TV Actor – Drama" for: Lille Hus på Prærien

TV Land Awards
- 2004: Nomineret: "Most Memorable Mane" for: Lille Hus på Prærien

Western Heritage Awards
- 1970: Vandt: "Bronze Wrangler Fictional Television Drama" for: Bonanza

- Delt med:
David Dortort (instruktør), 
Richard Collins (instruktør), 
Lorne Greene,  
Dan Blocker, 
Ossie Davis,  
Roy Jenson, 
Harrison Page,  
Barbara Parrio,  
George Spell og  
Jerry Summers  
for episoden "The Wish".
Western Writers of America
- 1981: Vandt: "Spur Award Best TV Script" for: Det Lille Hus på Prærien"

 – For episoden "May We Make Them Proud"

## Filmografi
| År         | Titel                                     | Rolle                          | Bemærkninger                            |
| ---------- | ----------------------------------------- | ------------------------------ | --------------------------------------- |
| 1956       | These Wilder Years                        | Dreng i poolhal                | Ukrediteret                             |
| 1956       | Sheriff of Cochise                        | Don Sayers                     | Episoden: Human Bomb                    |
| 1956       | The Adventures of Jim Bowie               | Armand De Nivernais            | 2 episoder                              |
| 1956       | Crusader                                  | Dick Manning                   | Episoden: The Boy on the Brink          |
| 1956       | Wire Service                              | Pietro                         | Episoden: High Adventure                |
| 1956- 1957 | Crossroads                                | Danny                          | 3 episoder                              |
| 1956- 1957 | Telephone Time                            | Caspar Hauser                  | 2 episoder                              |
| 1957       | Fight for the Title                       | Kid Lombard                    |                                         |
| 1957       | The 20th Century-Fox Hour                 | Eddie                          | Episoden: End of a Gun                  |
| 1957       | Cavalcade of America                      | Frank                          | Episoden: The Man from St. Paul         |
| 1957       | General Electric Theater                  | Claude Duncan                  | 2 episoder                              |
| 1957       | State Trooper                             | Joe Durando                    | 2 episoder                              |
| 1957       | I Was a Teenage Werewolf                  | Tony Rivers (Vareulven)        |                                         |
| 1957       | The Court of Last Resort                  | Thomas Forbes                  | Episode: The Forbes-Carol Case          |
| 1957       | Suspicion                                 | Howard                         | Episoden: The Story of Marjorie Reardon |
| 1957       | Tales of Wells Fargo                      | Tad Cameron                    | 3 episoder                              |
| 1956- 1958 | Cheyenne                                  | Alan Horn                      | 2 episoder                              |
| 1957- 1958 | Schlitz Playhouse of Stars                | Don Burns                      | 3 episoder                              |
| 1958       | High School Confidential!                 | Steve Bentley                  |                                         |
| 1958       | Alcoa Theatre                             | Johnny Risk                    | Episode: Johnny Risk                    |
| 1958       | Studio One                                | Rafael Martinez                | Episoden: Man Under Glass               |
| 1958       | God's Little Acre                         | Dave Dawson                    |                                         |
| 1958       | The Texan                                 | Nick Ahearn                    | Episoden: The Hemp Tree                 |
| 1958       | Maracaibo                                 | Lago Orlando                   |                                         |
| 1958       | Trackdown                                 | Jack Summers                   | 2 episoder                              |
| 1957- 1959 | Zane Grey Theater                         | Dan                            | 2 episoder                              |
| 1958- 1959 | Wanted: Dead or Alive                     | Carl Martin/Clay McGarrett     | 2 episoder                              |
| 1958- 1959 | Tombstone Territory                       | Barton Clark/Chris Anderson    | 2 episoder                              |
| 1958- 1959 | The Rifleman                              | Billy Mathis                   | 2 episoder                              |
| 1959       | Frontier Doctor                           | Jim Mason                      | Episoden: Shadow of Belle Starr         |
| 1959       | Playhouse 90                              | Arthur Doner                   | Episoden: Project Immortality           |
| 1959       | The Legend of Tom Dooley                  | Tom Dooley                     |                                         |
| 1959       | Johnny Staccato                           | Freddie Tate                   | Episoden: The Naked Truth               |
| 1965       | Luke and the Tenderfoot                   | Tough                          | Tv-film                                 |
| 1970       | Swing Out, Sweet Land                     | Peter Minuit                   | Tv-film                                 |
| 1970       | The Red Skelton Show                      | Den Rigeste Dreng i Verden     | Episoden: The Yacht Club                |
| 1972       | The Special London Bridge Special         | Tennisspiller                  | Tv-film                                 |
| 1959- 1973 | Bonanza                                   | Joseph 'Little Joe' Cartwright |                                         |
| 1974- 1983 | Det Lille Hus på Prærien                  | Charles Ingalls                | Miniserie                               |
| 1974       | Det Lille Hus på Prærien                  | Charles Ingalls                | Tv-film                                 |
| 1976       | The Loneliest Runner                      | John Curtis - som en voksen    | Tv-film                                 |
| 1979       | Little House Years                        | Charles Ingalls                | Tv-film                                 |
| 1983       | Love Is Forever                           | John Everingham                | Tv-film                                 |
| 1983       | Little House: Look Back to Yesterday      | Charles Ingalls                | Tv-film                                 |
| 1983       | Little House: Bless All the Dear Children | Charles Ingalls                | Tv-film Stemme Ukrediteret              |
| 1984- 1989 | Highway to Heaven                         | Jonathan Smith                 |                                         |
| 1984       | Little House: The Last Farewell           | Charles Ingalls                | Tv-film                                 |
| 1984       | Sam's Son                                 | Gene Orman                     |                                         |
| 1990       | Where Pigeons Go to Die                   | Hugh som voksen                | Tv-film                                 |
| 1991       | Us                                        | Jeff Hayes                     | Tv-film                                 |